# 小行星5034
小行星5034（英語：5034 Joeharrington）是一颗围绕太阳公转的小行星。1991年8月7日，亨利·E·霍爾特在帕洛马山发现了此天体。
这颗小行星的绝对星等为328.35381等。